# Campsicnemus obscurus
Campsicnemus obscurus är en tvåvingeart som beskrevs av Octave Parent 1937. Campsicnemus obscurus ingår i släktet Campsicnemus och familjen styltflugor. Inga underarter finns listade i Catalogue of Life.